# Paolo Bonacelli
Paolo Bonacelli (Civita Castellana, 28 de febrer de 1937) és un actor italià, actiu en cinema, teatre i televisió.

## Biografia

### Teatre
Paolo Bonacelli es va diplomar a l'Accademia d'arte drammatica de Roma i va debutar a Questa sera si recita a soggetto dirigida per Vittorio Gassman. Després va anar al Teatro Stabile di Genova, on va recitar Le Diable et le Bon Dieu de Sartre, dirigit per Luigi Squarzina. Juntament amb Carlotta Barilli funda la Compagnia del Porcospino amb la qual, a Roma, va posar en escena nombroses obres d'èxit. Bonacelli va declarar que és un actor que no tendeix a identificar-se amb el personatge interpretat, al contrari, es limita a estudiar el text. No hi ha res estrictament personal en les seves interpretacions, més aviat, intenta entendre què diu aquell personatge, dins del text, però fora del personatge.
Al teatre recordem les seves extraordinàries interpretacions a Sogno di Oblomov (1986), text de Siro Ferrone, dirigida per Beppe Navello, amb Anna Zapparoli, Luigi Tontoranelli i Gianni Galavotti, Il ratto di Proserpina (1986), dirigida per Guido De Monticelli i música de Mario Borciani, Terra di nessuno de Harold Pinter (1994), encara sota la direcció de De Monticelli Mandragola de Nicolau Maquiavel (1996) i posteriorment Enrico IV de William Shakespeare (2007) i  Il malato immaginario de Molière (2010).

### Cinema
Les pel·lícules en què va participar van ser nombroses: entre elles, recordem Salò o le 120 giornate di Sodoma de Pasolini, gràcies a la qual va guanyar la Targa Mario Gromo, L'herència Ferramonti de Mauro Bolognini, Crist s'ha aturat a Èboli de Francesco Rosi, Non ci resta che piangere di Massimo Troisi e Roberto Benigni (on interpreta Leonardo da Vinci), Francesco di Liliana Cavani, Johnny Stecchino de Roberto Benigni (amb la que va rebre el Ciak d'oro i ell Nastro d'argento), Io speriamo che me la cavo de Lina Wertmüller i Missió: Impossible III de J. J. Abrams.
L'èxit internacional va arribar l'any 1978 amb L'Exprés de Mitjanit d'Alan Parker, després de ser notat pel director britànic per la seva actuació a L'herència Ferramonti de Mauro Bolognini. Parker buscava un turc d'ulls blaus i, després de dues audicions, Bonacelli va aconseguir el paper del presoner Rifki. L'any 2008, gràcies a la votació popular, va rebre el Premi Gassman per la seva trajectòria, mentre que el 6 de juliol de 2011 va ser guardonat al teatre romà de Verona amb el prestigiós "54è Premi Renato Simoni per la lleialtat al teatre en prosa". El 7 de desembre de 2019 va ser guardonat amb el "Premi InternacionalAlla Carriera" Vincenzo Crocitti.

## Filmografia

### Cinema
- Psycosissimo, dirigida per Steno (1961) - no acreditat
- Cadavere per signora, dirigida per Mario Mattoli (1964)
- Superseven chiama Cairo, dirigida per Umberto Lenzi (1965)
- La congiuntura, dirigida per Ettore Scola (1965)
- Le piacevoli notti, dirigida per Armando Crispino e Luciano Lucignani (1966)
- L'arcidiavolo, dirigida per Ettore Scola (1966)
- Il padre di famiglia, dirigida per Nanni Loy (1967)
- Sette volte sette, dirigida per Michele Lupo (1968)
- Lacrime d'amore, dirigida per Mario Amendola (1970)
- Lady Barbara, dirigida per Mario Amendola (1970)
- Una prostituta al servizio del pubblico e in regola con le leggi dello stato, dirigida per Italo Zingarelli (1970)
- Maddalena, dirigida per Jerzy Kawalerowicz (1971)
- Io e lui, dirigida per Luciano Salce (1973)
- Giordano Bruno, dirigida per Giuliano Montaldo (1973)
- Milarepa, dirigida per Liliana Cavani (1974)
- Fatti di gente perbene, dirigida per Mauro Bolognini (1974)
- Anno uno, dirigida per Roberto Rossellini (1974)
- La banca di Monate, dirigida per Francesco Massaro (1975)
- Salò o le 120 giornate di Sodoma, dirigida per Pier Paolo Pasolini (1975)
- Au-delà de la peur, dirigida per Yannick Andréi (1975)
- Al piacere di rivederla, dirigida per Marco Leto (1976)
- Excel·lentíssims cadàvers, dirigida per Francesco Rosi (1976)
- L'eherència Ferramonti, dirigida per Mauro Bolognini (1976)
- Cattivi pensieri, dirigida per Ugo Tognazzi (1976)
- Antonio Gramsci - I giorni del carcere, dirigida per Lino Del Fra (1977)
- Per questa notte, dirigida per Carlo Di Carlo (1977)
- Ritratto di borghesia in nero, dirigida per Tonino Cervi (1978)
- L'Exprés de Mitjanit (Midnight Express), dirigida per Alan Parker (1978)
- Buone notizie, dirigida per Elio Petri (1979)
- Il cappotto di Astrakan, dirigida per Marco Vicario (1979)
- Crist s'ha aturat a Èboli, dirigida per Francesco Rosi (1979)
- Caligola, dirigida per Tinto Brass (1979)
- Le guignolo, dirigida per Georges Lautner (1980)
- Calderón, dirigida per Giorgio Pressburger (1981)
- El misteri d'Oberwald, dirigida per Michelangelo Antonioni (1981)
- Delitti, amore e gelosia, dirigida per Luciano Secchi (1982)
- Enrico IV, dirigida per Marco Bellocchio (1984)
- Sole nudo, dirigida per Tonino Cervi (1984)
- Non ci resta che piangere, dirigida per Roberto Benigni i Massimo Troisi (1985)
- D'Annunzio, dirigida per Sergio Nasca (1985)
- Il cavaliere, la morte e il diavolo, dirigida per Beppe Cino (1985)
- Mamma Ebe, dirigida per Carlo Lizzani (1985)
- Un complicato intrigo di donne, vicoli e delitti, dirigida per Lina Wertmüller (1985)
- L'ultima mazurka, dirigida per Gianfranco Bettetini (1986)
- Rimini Rimini, dirigida per Sergio Corbucci (1987)
- Meglio baciare un cobra, dirigida per Massimo Pirri (1986)
- Topo Galileo, dirigida per Francesco Laudadio (1987)
- Francesco, dirigida per Liliana Cavani (1989)
- Eleonora Pimentel, dirigida per Ivana Massetti (1990)
- Fuga dal paradiso, dirigida per Ettore Pasculli (1990)
- Cacciatori di navi, dirigida per Folco Quilici (1990)
- Chi tocca muore, dirigida per Piernico Solinas (1991)
- La nit a la Terra (Night on Earth), dirigida per Jim Jarmusch (1991)
- Johnny Stecchino, dirigida per Roberto Benigni (1991)
- Io speriamo che me la cavo, dirigida per Lina Wertmüller (1992)
- Mille bolle blu, dirigida per Leone Pompucci (1993)
- Klon, dirigida per Lino Del Fra (1994)
- L'ours en peluche, dirigida per Jacques Deray (1994)
- Vacanze di Natale '95, dirigida per Neri Parenti (1995)
- Tutti gli anni una volta l'anno, dirigida per Gianfrancesco Lazotti (1995)
- La sindrome di Stendhal, dirigida per Dario Argento (1996)
- Il figlio di Bakunìn, dirigida per Gianfranco Cabiddu (1997)
- Una furtiva lacrima, dirigida per Riccardo Sesani (1999)
- Panni sporchi, dirigida per Mario Monicelli (1999)
- Scarlet Diva, dirigida per Asia Argento (2000)
- Gli astronomi, dirigida per Diego Ronsisvalle (2002)
- The Accidental Detective, dirigida per Vanna Paoli (2003)
- A.A.A.Achille, dirigida per Giovanni Albanese (2003)
- 13dici a tavola, dirigida per Enrico Oldoini (2004)
- Missió: Impossible III, dirigida per J. J. Abrams (2006)
- Un attimo sospesi, dirigida per Peter Marcias (2008)
- The American, dirigida per Anton Corbijn (2010)
- La macchinazione, dirigida per David Grieco (2016)
- Notti magiche, dirigida per Paolo Virzì (2018)
- Forse è solo mal di mare, dirigida per Simona De Simone (2019)
- Der göttliche Andere, dirigida per Jan Schomburg (2020)
- Al Dio ignoto, dirigida per Rodolfo Bisatti (2020)
- Comandante, dirigida per Edoardo De Angelis (2023)

### Televisió
- I grandi camaleonti, dirigida per Edmo Fenoglio - minisèrie TV (1964)
- Antonio e Cleopatra, dirigida per Vittorio Cottafavi - sèrie de televisió (1965)
- I racconti di padre Brown, dirigida per Vittorio Cottafavi - minisèrie de televisió, episodi La croce azzurra (1970)
- L'inchiesta, dirigida per Gianni Amico - telefilm (1971)
- Le colonne della società, dirigida per Mario Missiroli - telefilm (1972)
- Ritratto di donna velata, dirigida per Flaminio Bollini - minisèrie de televisió (1974)
- Ho incontrato un'ombra, dirigida per Daniele D'Anza - minisèrie de televisió (1974)
- Alle origini della mafia - minisèrie de televisió, episodi Omertà (1976)
- Manon Lescaut, dirigida per Sandro Bolchi - minisèrie de televisió (1976)
- Momento due, dirigida per Giorgio Pressburger - telefilm (1977)
- Madame Bovary, dirigida per Daniele D'Anza - minisèrie de televisió (1978)
- Il était un musicien, episodi Monsieur Mascagni - sèrie de televisió (1979)
- Tre ore dopo le nozze, dirigida per Ugo Gregoretti - telefilm (1979)
- L'ospite inatteso, dirigida per Daniele D'Anza - telefilm (1980)
- La donna in bianco, dirigida per Mario Morini - sèrie de televisió (1980)
- Orient Express - sèrie de televisió, episodi Antonella (1980)
- Fosca, dal relat homònim d’Igino Ugo Tarchetti, dirigida per Enzo Muzii - telefilm (1981)
- Il diavolo al Pontelungo, dirigida per Pino Passalacqua - minisèrie de televisió (1982)
- Parole e sangue, dirigida per Damiano Damiani - telefilm (1982)
- I remember Nelson - sèrie de televisió, episodi Passion e Love (1982)
- Dieci registi italiani per dieci racconti italiani - sèrie de televisió, episodi Il commissionario (1983)
- Progetto Atlantide, dirigida per Gianni Serra - telefilm (1984)
- Colui che non sta al gioco, dirigida per Giorgio Albertazzi - teatro TV (1985)[6]
- Un'isola, dirigida per Carlo Lizzani - telefilm (1986)
- Festa di Capodanno, dirigida per Piero Schivazappa - minisèrie de televisió (1988)
- Il treno di Lenin, dirigida per Damiano Damiani - minisèrie de televisió (1988)
- Sei delitti per padre Brown, dirigida per Vittorio De Sisti - minisèrie de televisió (1988)
- I promessi sposi, dirigida per Salvatore Nocita - minisèrie de televisió (1989)
- Oggi ho vinto anch'io, dirigida per Lodovico Gasparini - telefilm (1990)
- La moglie ingenua e il marito malato, dirigida per Mario Monicelli - telefilm (1989)
- Le gorille - sèrie de televisió, episodio Le gorille et l'amazon (1990)
- Le roi de Patagonie, dirigida per Georges Campana i Stéphane Kurc - minisèrie de televisió (1990)
- Il segno del comando, dirigida per Giulio Questi - telefilm (1992)
- Abramo, dirigida per Joseph Sargent - minisèrie de televisió (1993)
- Nemici intimi, de Piernico Solinas - telefilm (1994)
- Vite a termine, dirigida per Giovanni Soldati - telefilm (1994)
- Carlo Magno, dirigida per Clive Donner - minisèrie de televisió, episodi Il re e L'imperatore (1994)
- La piovra 7 - Indagine sulla morte del commissario Cattani, dirigida per Luigi Perelli - minisèrie de televisió (1995)
- Vite a termine, dirigida per Giovanni Soldati - telefilm (1995)
- Dio vede e provvede, dirigida per Enrico Oldoini e Paolo Costella - sèrie de televisió (1996)
- Alice auf der Flucht, dirigida per Axel de Roche - minisèrie de televisió (1998)
- Furore, dirigida per Alessio Inturri - sèrie de televisió (2018)

## Reconeixement
- Ciak d'oro
  - 1992 – Millor actor no protagonista per Johnny Stecchino[7]
- Nastro d'argento
  - 1992 – Millor actor no protagonista per Johnny Stecchino